# Chvalkovice (Moravia meridionale)
Chvalkovice (in tedesco Chwalkowitz) è un comune della Repubblica Ceca facente parte del distretto di Vyškov, in Moravia Meridionale.